# 가레스 오코너
가레스 오코너(Gareth O'Connor, 1979년 ~ 2003년 5월 11일)는 북아일랜드의 살인 피해자이다.
오코너는 아일랜드 공화국군 진정파(RIRA) 요원이었으며, 2003년 뉴타운해밀턴에서 운전하던 도중 사라졌다. 2005년 6월 11일 심하게 부패된 시체가 발견되었다. 가레스 오코너의 아버지 마크 오코너는 아일랜드 공화국군 임시파(PIRA)가 범인이라고 주장하지만 PIRA 및 그 우당인 신페인은 이를 부정하고 있다.

## 같이 보기
- 실종자 (북아일랜드)